# سونوکو
سونوکو (انگلیسی: Sonoco) شرکت بسته‌بندی آمریکایی است، که در سال ۱۸۹۹ توسط جیمز لید کوکر تأسیس شد.